# Vladimir Lidin
Vladimri Germanovitj Lidin, född 15 februari (3 februari gamla stilen) 1894, död 27 september 1979, var en rysk författare.
Lidin tillhörde de så kallade "följeslagarna" som ställde sig reservaerade mot bolsjevismen. Lidins romaner och noveller var starkt påverkade av Dostojevskij och Tjechov. Hans stil är något sirlig. Lidins samlade verk utgavs 1928−30. Romanen Avfällingen översattes till tyska 1928.